# Elefsina

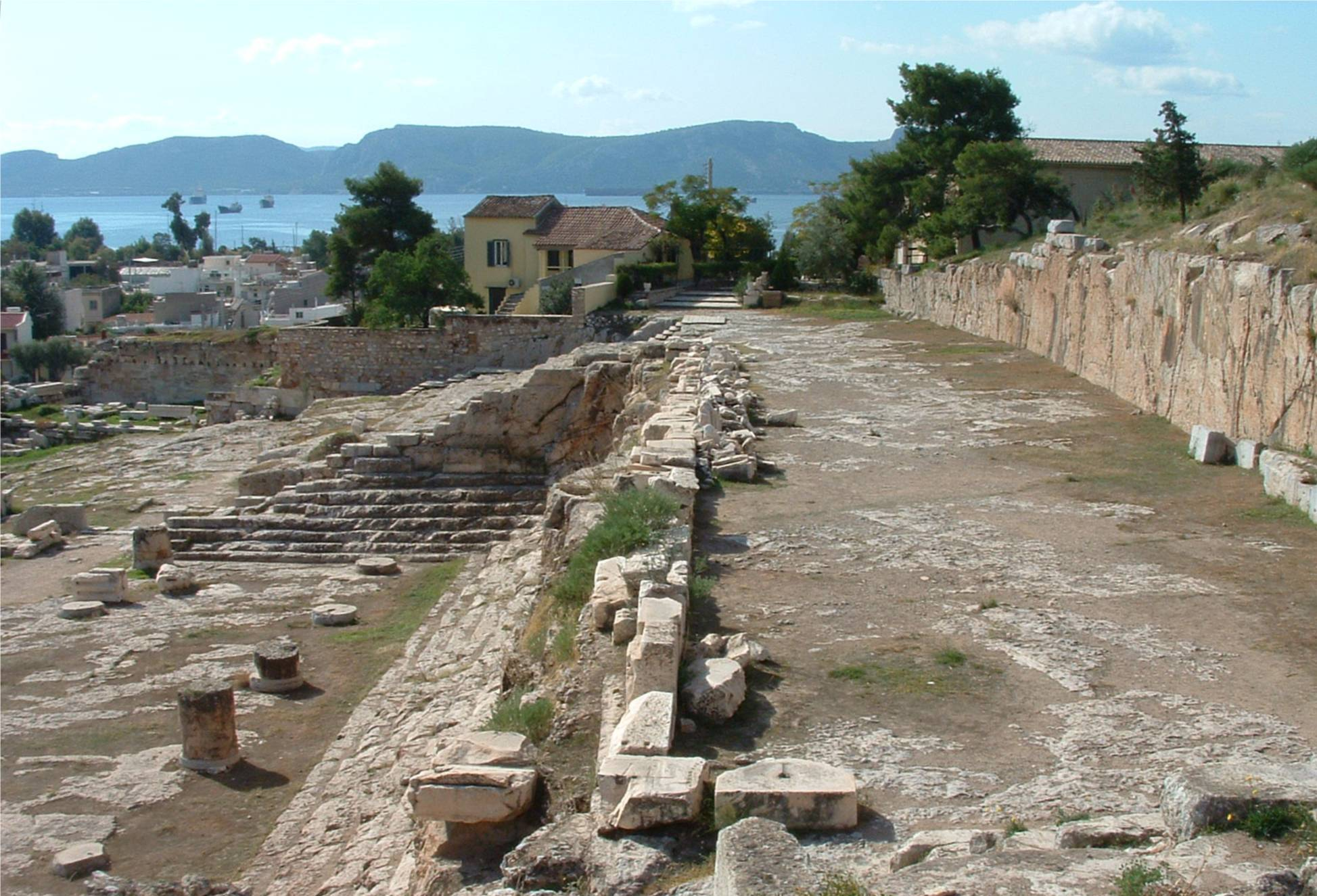
Het heiligdom van Demeter: links zuilen en zitplaatsen van het "Telestèrion".

Demeter schenkt de knaap Triptolemos een graanhalm: symbool voor de mensheid die de landbouw leert.

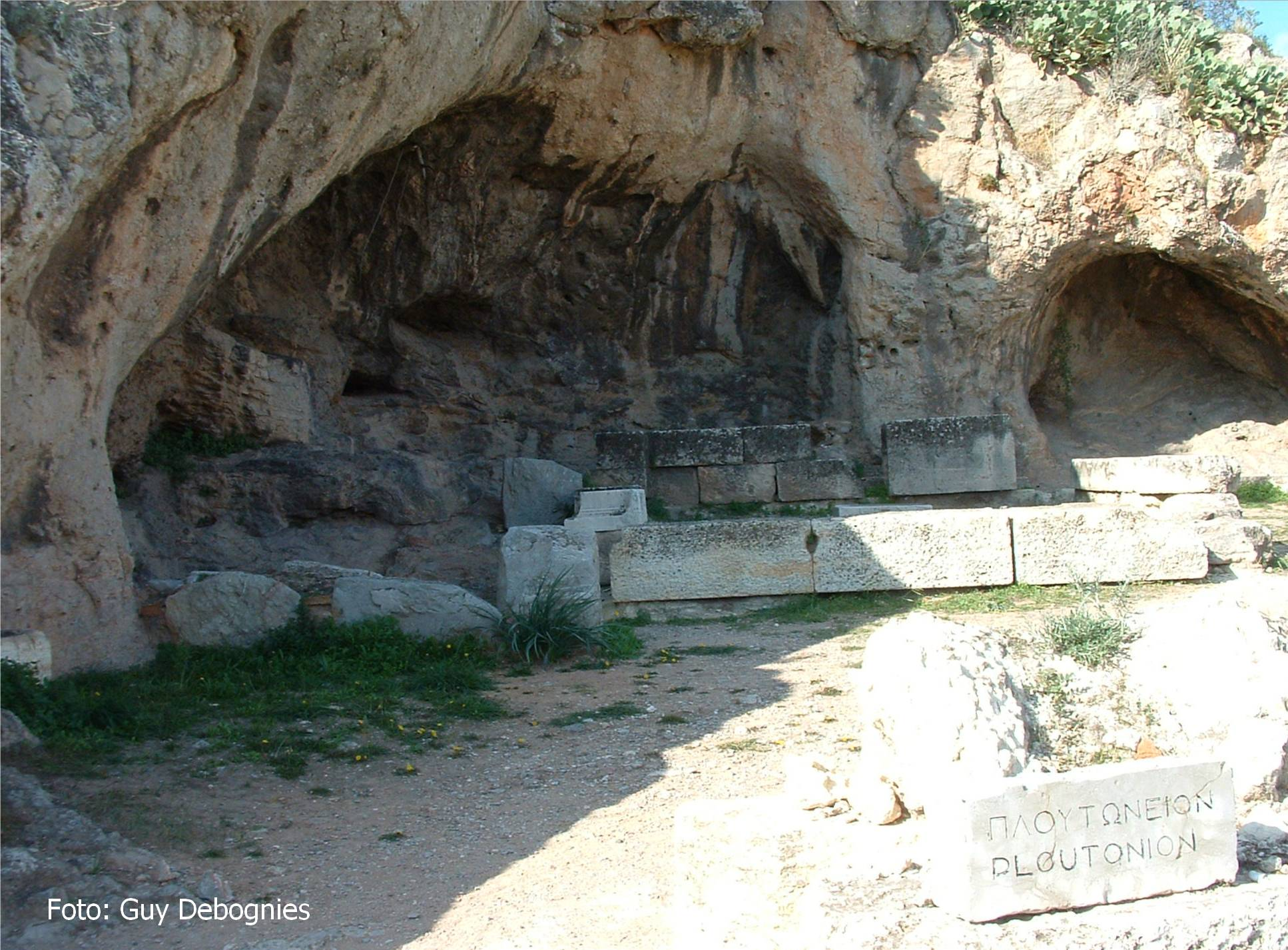
Het Ploutoneion: vanuit deze grot zou Persephone terugkeren naar de aarde.

Elefsina (Grieks: Ελευσίνα; Oudgrieks: Ελευσίς, Eleusís) is de naam van een tegenwoordig sterk geïndustrialiseerde kustplaats, gelegen ten noordwesten van de Atheense agglomeratie aan de Golf van Egina, in de regio Attica. Hier ligt het westelijke eindpunt van de Attiki Odós, de ringweg die een snelle (tol-)verbinding vormt met de internationale luchthaven "Eleftherios Venizelos" aan het andere eind van de agglomeratie.
Elefsina is sedert 2011 een fusiegemeente (dimos) in de Griekse bestuurlijke regio (periferia) Attica.
De twee deelgemeenten (dimotiki enotita) van de fusiegemeente zijn:
- Elefsina (Ελευσίνα)
- Magoula (Μαγούλα)

In de Oudheid was Eleusis met Athene verbonden door de zogenaamde Heilige Weg, zo genoemd omdat de jaarlijkse processie naar het Grieks heiligdom van de Eleusinische Mysteriën er langs trok. Het heiligdom van Eleusis was een van de belangrijkste cultusplaatsen in het oude Griekenland. Van de Myceense periode (± 1350 v.Chr.) tot het einde van de 4e eeuw na Chr. werd hier Demeter vereerd, de godin van de landbouw, van de kringloop der natuur en het kiemen van het graan, die volgens de overlevering op deze plaats de mensen het land leerde bewerken. Ook haar dochter Persephone deelde in de verering.

## De mythe en de cultus
Het Griekse woord eleusís betekent eigenlijk (aan)komst. Volgens de mythe is dit dan ook de plek waar Demeter, ontroostbaar op zoek naar haar dochter Persephone nadat deze door de god Hades was ontvoerd, even halt hield om te rusten en wat te drinken aan een bron. Leden van een herdersgezin, die in de vermoeide dame niet direct een godin herkenden, boden haar gastvrijheid in hun schamele woning. Uit dankbaarheid leerde Demeter de herderszoon Triptolemos de kunst om het land te bewerken en het graan te verbouwen, en gaf hem daarbij ook de opdracht de landbouw verder te leren aan de mensheid, en op deze plek een heiligdom voor haar te stichten. Door bemiddeling van Zeus mag Persephone sindsdien de helft van het jaar de onderwereld verlaten: dan wordt het weer zomer op aarde. En wanneer zij zes maanden later naar haar echtgenoot terugkeert, begint Demeter te treuren, en wordt het winter..
De Mysteriën die te Eleusis ieder jaar in september ter ere van de twee godinnen gevierd werden, gaan inderdaad terug op een oeroude vruchtbaarheidsritus. Om te mogen deelnemen aan het ritueel moest men eerst ingewijd zijn, maar op alle ingewijden rustte een absolute zwijgplicht. Deze plicht werd zo ernstig genomen dat niet-ingewijden (waaronder wij, hedendaagse mensen) alleen maar konden (en kunnen) gissen wat er zich in werkelijkheid afspeelde. Deelnemen aan de geheime cultus ging gepaard met een inwijdingsritueel dat dagen duurde. De riten hielden verband met de gang der seizoenen en de jaarlijkse kringloop van opleven en weer afsterven van de natuur, zoals die bijvoorbeeld ook in de Baälcyclus of in de Egyptische cyclus van Isis en Osiris wordt herdacht. De gelovigen keerden na afloop weer huiswaarts met een versterkt geloof in een beter leven in het hiernamaals, hetgeen de traditionele Griekse godsdienst hun niet kon bieden.

## Geschiedenis
Als nederzetting werd Eleusis rond 2000 v.Chr. gesticht op de helling van een heuvelrij aan de rand van de zogenaamde Thriasische Vlakte. Gedurende de Myceense periode evolueerde de nederzetting tot een goed versterkte stad. Een Myceens bouwwerk van het megaron-type werd geïdentificeerd als de allereerste tempel voor Demeter. Tijdens de zogenaamde Geometrische periode werden de privéwoningen geleidelijk overvleugeld door het zich uitbreidende terrein van het heiligdom, terwijl de lokale cultus van de godinnen rond het midden van de 8e eeuw v.Chr. uitgroeide tot een Panhelleense aangelegenheid.
Ten tijde van Solon van Athene (begin 6e eeuw v.Chr.) werd Eleusis volledig opgeslorpt in de Atheense staat, en de Eleusinische Mysteriën werden ingesteld als een volwaardig Atheens feest. Onder het bewind van Pisistratus (± 550-510 v.Chr.) werden stadje en cultusplaats omsloten door een versterkte ringmuur met verdedigingstorens. Nadat Eleusis in 480 v.Chr. door de Perzen was verwoest, werd het heiligdom onder Pericles volledig vernieuwd en werden nieuwe gebouwen opgetrokken, om van het Telestèrion, een grote overdekte cultushal waar de geheime riten plaatsvonden te maken.
Een laatste periode van bloei beleefde Eleusis tijdens de Romeinse periode, toen verschillende keizers het heiligdom verfraaiden met prachtige nieuwe bouwwerken (onder meer de Grote Propylaeën), beelden en altaren. Maar in de 4e eeuw na Chr. werd het verval onafwendbaar, en de inval van de Visigoten onder Alarik I veranderde het heiligdom in een ruïnenveld, waarna de cultus definitief werd opgeheven.

## Bezienswaardigheden
De restanten van de eens zo belangrijke cultusplaats liggen midden in de moderne stad, in een industriezone.
Voorbij de ingang van het opgravingsgebied - het eindpunt van de Hiëra Hodos, de Heilige Weg die van hieruit leidde naar de Atheense Dipylonpoort 20 km verder – komt men aan de Grote Propylaeën (= Poortgebouw), een getrouwe repliek van die op de Atheense akropolis.
Links daarvan ligt de Kallichoros-bron, volgens de overlevering de plek waar Demeter rustte en zich opfriste.
De weg leidt verder voorbij de Kleine Propylaeën - op het overschrijden van dit poortgebouw stond voor niet-ingewijden de doodstraf! - en het zogenaamde Ploutoneion, een eerbiedwaardig heiligdom ter ere van Hades, aan de ingang van een grot waaruit Persephone volgens de overlevering ieder jaar naar de aarde terugkeert.
Het absolute centrum van de cultusplaats was het zogenaamde Telestèrion, een grote zaal van ± 52m x 52m, die gedeeltelijk uit de rotsen is uitgehouwen. De zichtbare fundamenten dateren uit de tijd van Pericles. 42 zuilen droegen een houten dakcontructie. Dit was de grote hal waar de geheime inwijdingen en de eigenlijke mysteriën plaatsvonden, en waar ± 3000 personen een zitplaats vonden.

## Sport
In 1996 startte de wielerkoers Ronde van Italië in Griekenland. Daarbij startte de tweede etappe naar Nafpaktos in Elefsina. Deze etappe werd gewonnen door de Zweed Glenn Magnusson.

## Geboren in Elefsina
- Theodoros Pangalos (1878-1952), generaal en premier en president van Griekenland
- Theodoros Pangalos (1938-2023), kleinzoon van de generaal, politicus
- Panagiotis Lafazanis (1951), politicus